# Сёва (Фукусима)
Сёва (яп. 昭和村 Сё:ва-мура) — село в Японии, находящееся в уезде Онума префектуры Фукусима. Площадь села составляет 209,34 км², население — 1338 человек (1 августа 2014), плотность населения — 6,39 чел./км².

## Географическое положение
Село расположено на острове Хонсю в префектуре Фукусима региона Тохоку. С ним граничат посёлки Канеяма, Мисима, Айдзумисато, Янайдзу, Симого, Минамиайдзу, Тадами.

## Население
Население села составляет 1338 человек (1 августа 2014), а плотность — 6,39 чел./км². Изменение численности населения с 1980 по 2005 годы:
| 1980 | 2629 чел. |  |
| 1985 | 2374 чел. |  |
| 1990 | 2167 чел. |  |
| 1995 | 2025 чел. |  |
| 2000 | 1874 чел. |  |
| 2005 | 1632 чел. |  |

## Символика
Деревом села считается Pinus parviflora, цветком — Lilium rubellum, птицей — Parus varius.